# Seelbachs- und Eulenbruchswald

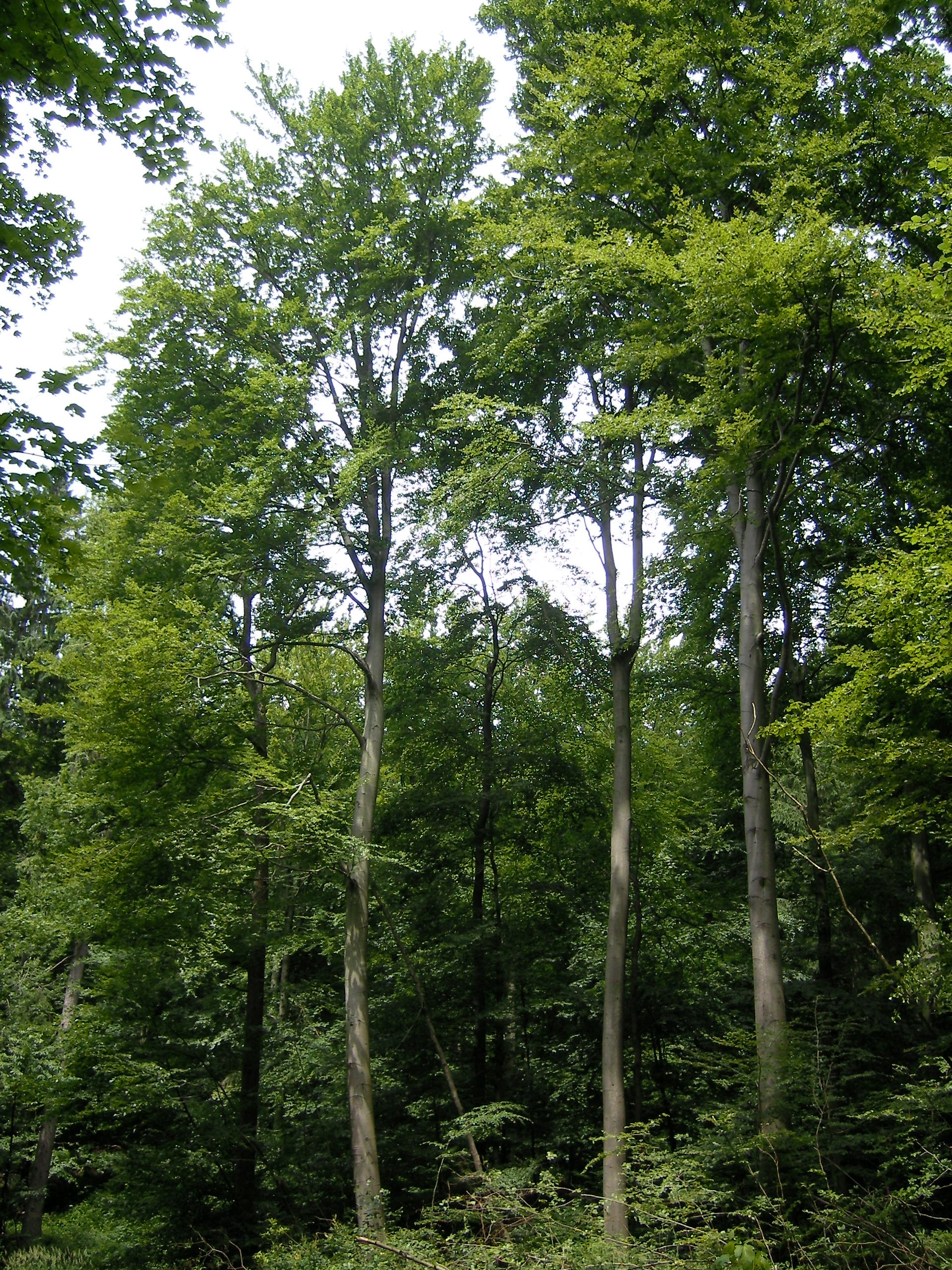
Rotbuchen (F. sylvatica) im Schutzgebiet

Das Naturschutzgebiet Seelbachs- und Eulenbruchswald befindet sich auf dem Gebiet der Stadt Freudenberg in Nordrhein-Westfalen. Das Areal umfasst 167,20 ha, verteilt auf zwei Flächen. Ein Teil des Schutzgebietes ist ferner als FFH-Gebiet (DE-5013-301) ausgewiesen.

## Geographie und Geologie
Das Naturschutzgebiet liegt westlich der Stadt Freudenberg und ist dem Naturraum Siegerland im Rheinischen Schiefergebirge zuzuordnen. Das Klima im Stadtgebiet von Freudenberg wird als atlantisch geprägt, wolken- und niederschlagsreich beschrieben. Die mittlere Jahrestemperatur beträgt 8 °C.

## Gebietsbeschreibung
Es handelt sich um ein großes, zusammenhängendes und verschiedenartig strukturiertes Waldgebiet, das von zwei Straßen (L 562 und K 21) zerschnitten wird. Das Schutzgebiet umfasst den größten zusammenhängenden Laubmischwald im Raum Freudenberg; diese Flächenausdehnung ist ein maßgebender Faktor für die ökologische Stabilität und Dynamik sowie Biodiversität. Ein beträchtlicher Anteil des Waldgebietes wird von Rotbuchenwäldern dargestellt. Dabei handelt es sich um Altholzbestände mit ausgeprägtem, stufigem Unterwuchs entsprechend der ursprünglich heimischen Vegetation. Einige Bereiche weisen einzelne ältere Fichten, Stiel- und Trauben-Eichen auf. Weitere Begleitgehölze sind Hängebirke, Eberesche, Weide, Espe und Vogel-Kirsche. Stehende und liegende Totholzanteile sind essentiell für zahlreiche Pilze, Insekten und Vögel; insbesondere ist hierdurch Spechten ein Grundlage für Nahrungssuche und Brut gegeben. In den Laubmischwäldern kann eine effektive Naturverjüngung beobachtet werden. Teils sind dichtere Koniferenbestände (Douglasie, Fichte) vorhanden.

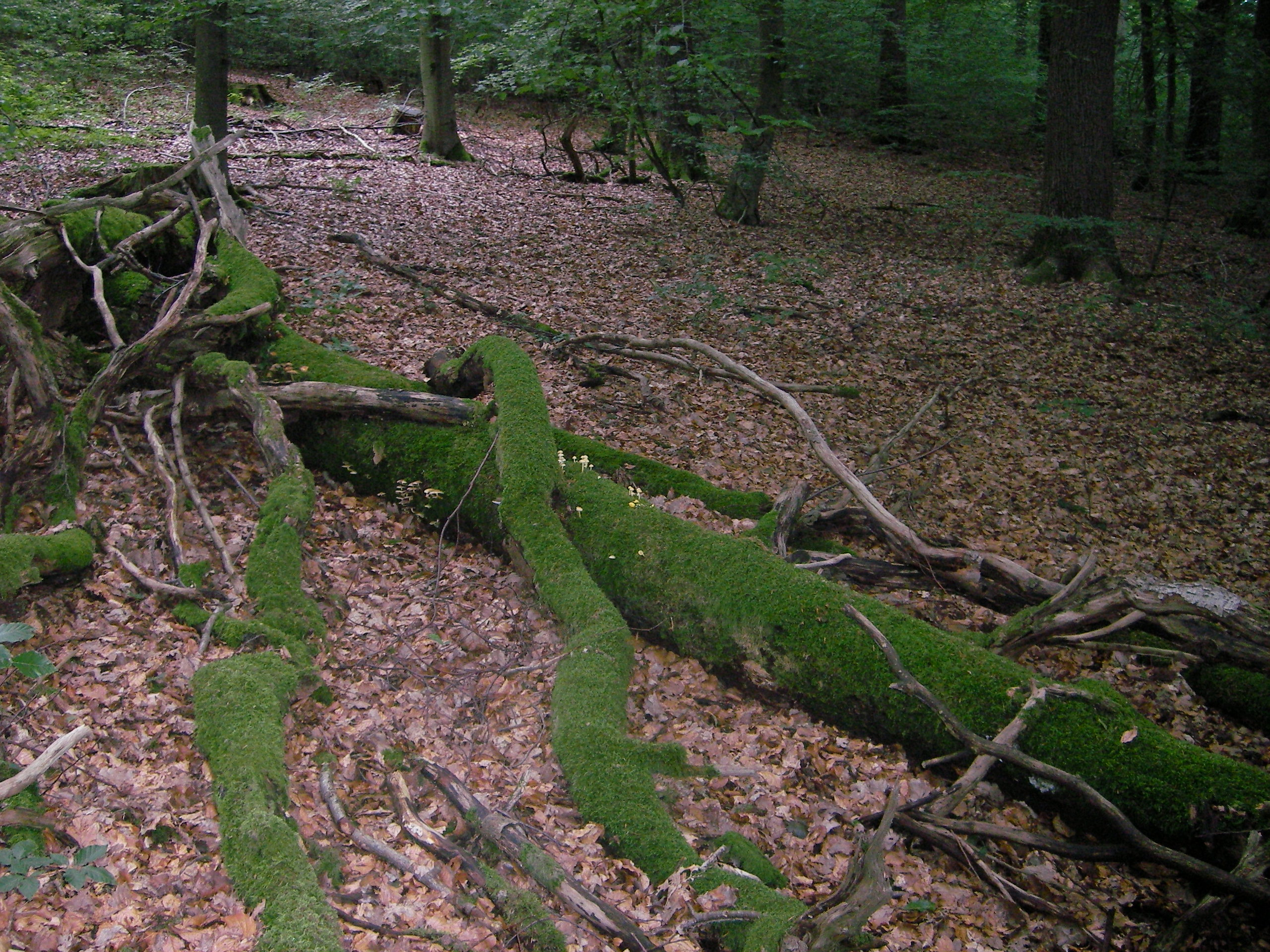
Wesentlicher Bestandteil des Schutzgebietes: stehende und liegende Totholzbestände

 Weitere gebietsfremde, etablierte Arten sind Roteiche und Europäische Lärche. In der Zielsetzung des Schutzgebietes soll durch eine naturnahe Waldbewirtschaftung eine Überführung der Bestände von gebietsfremden Gehölzen in naturnahen Laubmischwald stattfinden, Fichten sollen nur in Einzelexemplaren auftreten. Im Areal gibt es zahlreiche Bachläufe, Quellbereiche sowie einige erlen- und bergahorngesäumte Fließgewässer.

### Flora und Fauna
Zu den bemerkenswerten Pflanzenarten, die im Gebiet gefunden werden, zählen:
- Kleines Wintergrün (Pyrola minor)
- Waldmeister (Galium odoratum)
- Waldzwenke (Brachypodium sylvaticum)

Als besonders nennenswerte Tierarten im Schutzgebiet werden aufgeführt:
- Vögel
  - Schwarzspecht (Dryocopos martius)
  - Kleinspecht (Dendrocopos minor)
  - Mittelspecht (Dendrocopos medius)
  - Buntspecht (Dendrocopos major)
  - Grauspecht (Picus canus)
  - Grünspecht (Picus viridis)
  - Dohle (Coloeus monedula; Syn. Corvus monedula)
  - Raufußkauz (Aegolius funereus)
  - Rotmilan (Milvus milvus)
  - Waldohreule (Asio otus)
  - Waldschnepfe (Scolopax rusticola)
- AmphibienGrasfrosch (Rana temporaria)
  - Erdkröte (Bufo bufo)

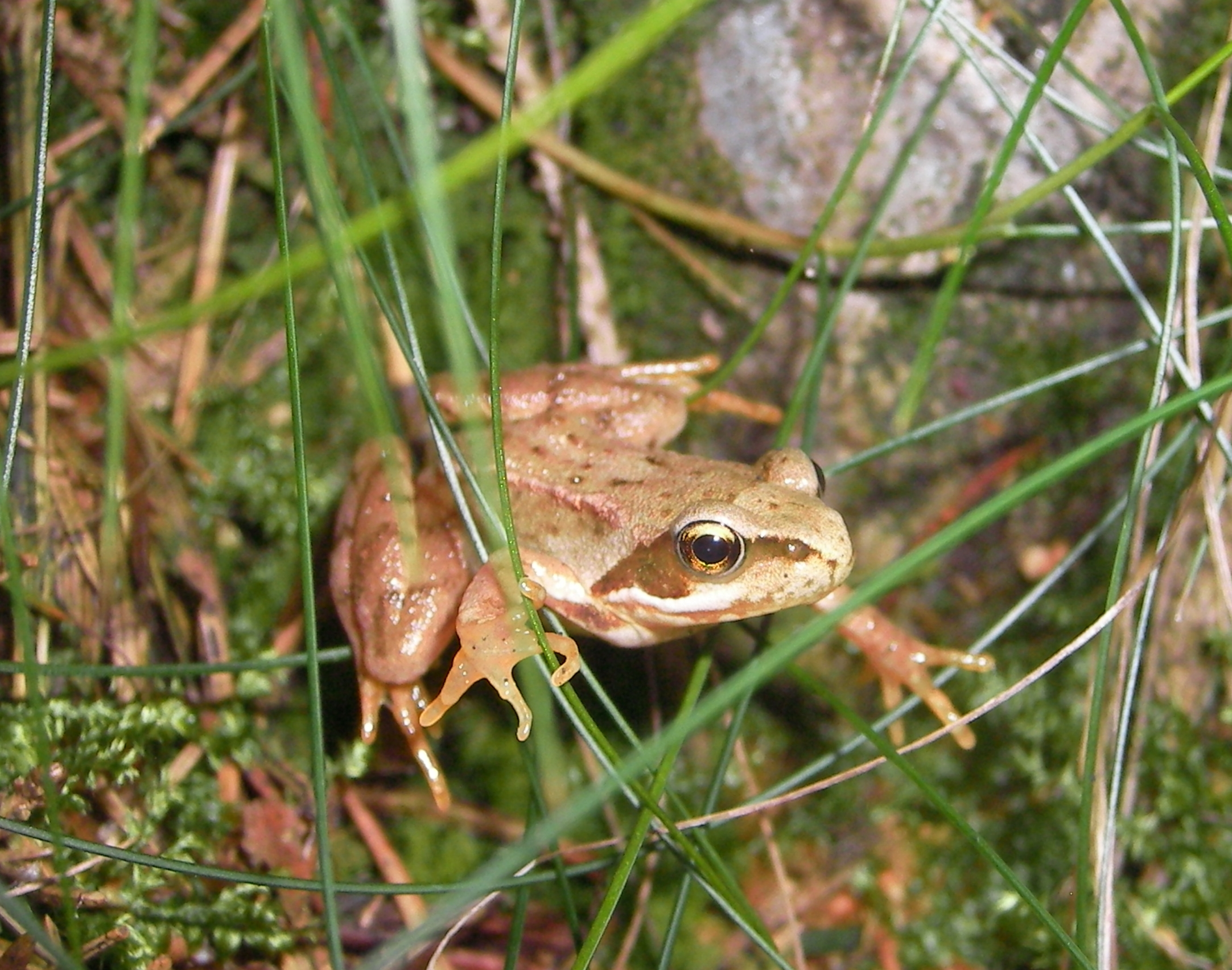
Grasfrosch (Rana temporaria)

  - Feuersalamander (Salamandra salamandra)
  - Grasfrosch (Rana temporaria)
- Insekten, Schmetterlinge
  - Großer Schillerfalter (Apatura iris)
  - Kaisermantel (Argynnis paphia)

## Schutzzweck
Die Ausweisung des Naturschutzgebietes erfolgte zwecks Erhaltung und Wiederherstellung typischer Lebensgemeinschaften eines zusammenhängenden Waldgebiets sowie der enthaltenen Lebensgemeinschaften und Arten. Hervorzuheben sind hierbei:
- reich strukturierte, naturnahe, gestufte, und krautreiche Rotbuchenwälder mit ausgeprägter Naturverjüngung in bodensauren Hainsimsen-Buchenwald (FFH-Lebensraum)
- Laubwälder mit Traubenkirsche und Berg-Ahorn
- gefährdete und stark gefährdete, naturnahe Bachabschnitte mit Erlen-Eschen-Auenwäldern (primärer FFH-Lebensraum) mit Weichholzsaum
- sumpfige Quellbereiche
- Feuchtwiesen mit Sumpfdotterblumen (Calthion)

Besonders berücksichtigt bei der Ausweisung von Naturschutz- und FFH-Gebiet wurden die Vorkommen von Mittelspecht, Schwarzspecht, Grauspecht und Rotmilan (Arten von gemeinschaftlichem Interesse nach FFH-Richtlinie). Weiterhin sind Erhalt und Entwicklung landschaftlicher Vielfalt und des landschaftsästhetischen Werts als Ziele festgehalten.

## Gefährdungen
Einflüsse durch den Menschen, insbesondere durch Reitsport, beeinträchtigen Teile des Waldgebietes. Von etablierten Nadelholzbeständen kann eine Verjüngung mit ungewünschten Nadelhölzern ausgehen. Die gewünschte Naturverjüngung der Laubholzbestände kann durch Wildschäden wie Verbiss und Schälung gefährdet werden. Da die Vegetation sich ohne zusätzliche Schutzmaßnahmen verjüngen soll, ist eine Regulierung der Wildbestände notwendig. Als Indikator für die notwendige Intensität von Eingriffen in den Wildbestand dienen unter anderem die tatsächlichen Verbiss- und Schälschäden.
Offene Grünlandflächen, die einen wichtigen strukturellen Bestandteil darstellen und zur Artenvielfalt beitragen, fallen ohne menschliche Einflüsse brach und verbuschen. Als Gegenmaßnahmen werden Mahd der Sumpfdotterblumenwiesen (ein- bis zweimal jährl. ab 1. Juli, keine Beweidung) bzw. Beweidung sonstiger Grünlandflächen (z. B. Wanderschäferei (ab 1. Juli) oder Mahd (2 mal ab 1. Juli)) durchgeführt.